# 艾瑞尼爾
艾瑞尼爾，Eldhrimnir、Eldhrímnir。在北歐神話中，這是英靈殿裡用來烹煮神豬沙赫利姆尼爾（Sahrimnir）的大鍋。其意為「Sooty with Fire」。
神的廚師安德赫利姆尼爾（Andhrímnir）每天都用這個鍋子烹調美味的菜餚供英靈戰士們享用。